# Ole Lund Kirkegaard
Ole Lund Kirkegaard (* 29. Juli 1940 in Aarhus; † 24. März 1979 in Stenderup, Ostjütland) war ein dänischer Kinderbuchautor, Illustrator und Lehrer.
Seine Bücher, die er selbst illustrierte, spielten meist vor dänisch-ländlichem Hintergrund und hatten – humoristisch verbrämt – die Ängste und Abenteuer kindlicher Protagonisten zum Thema. Diese waren zumeist als Antihelden dargestellt.

## Bibliographie (Auswahl)
- Albert und der große Rapollo
- Otto ist ein Nashorn
- Gummi-Tarzan.
  - deutsch von Senta Kapoun: Stark für einen Tag. Oetinger Verlag, Hamburg 2014, ISBN 978-3-8415-0312-1.
- Orla Froschfresser.
- Der kleine Virgil.
- Hodja im Orient.
- Schöne Grüße vom Rollerdieb (postum).

## Verfilmungen
- 1979: Der kleine Virgil und Orla, der Froschschnapper (Lille Virgil og olle frøsnapper)
- 1981: Gummi Tarzan
- 1983: Otto ist ein Nashorn (Otto er et næsehorn)
- 1985: Der fliegende Teppich (Hodja fra pjort)
- 1998: Albert und der große Rapollo (Albert)
- 2011: Orla Froschfresser – Auch Kleine können sich wehren (Orla Frøsnapper)
- 2012: Gummi Tarzan – Ivan kommt groß raus (Gummi T)
- 2013: Otto ist ein Nashorn (Otto er et næsehorn)
- 2018: Kleiner Aladin und der Zauberteppich (Hodja fra Pjort)